# Józef Bowszower

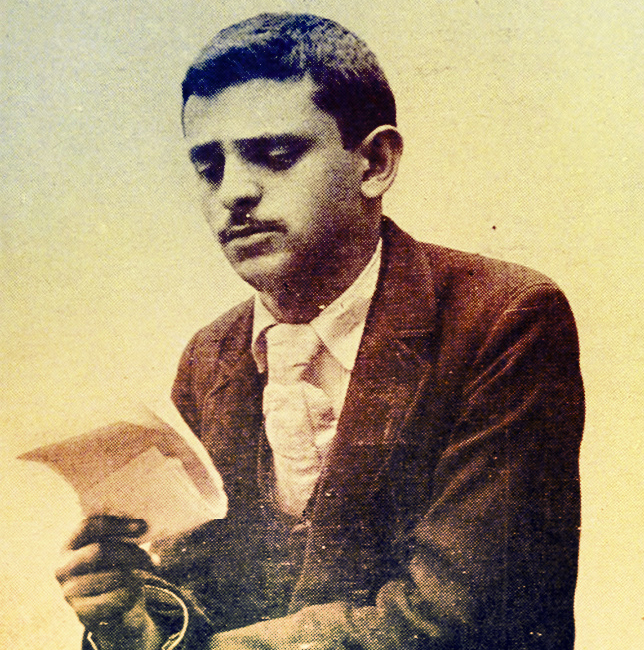
Zdjęcie Józefa Bowszowera w 1911

Józef Bowszower, jid. יוסף באוושאווער, (ur. 30 września 1873 w Lubawiczach, zm. 25 grudnia 1915 w Poughkeepsie) – żydowski pisarz anarchistyczny piszący w języku angielskim i jidysz.

## Życiorys
Urodził się w Lubawiczach w ortodoksyjnej rodzinie inteligenckiej. Miał siostrę i pięciu braci. Jego ojciec był mełamedem i chciał, by syn został rabinem, jednak Józef udał się do Rygi, gdzie uczył się niemieckiego i czytywał niemieckich klasyków takich jak Heinrich Heine. W 1891 wyjechał za dwoma starszymi braćmi do Nowego Jorku i w ciężkich warunkach pracował w zakładach wyzyskujących tanią siłę roboczą. Pisał pierwsze poematy, które czytał w miejscach pracy robotników, co było powodem zwolnienia go z zakładu. Opisywał codzienne trudy życia klasy robotniczej i inspirował się przy tym twórczością „Sweatshop Poets”. Był to pierwszy ruch modernistyczny w literaturze jidysz, którego głównymi przedstawicielami byli Moris Winczewski, David Edelstadt, Moris Rosenfeld.
8 lipca 1892 pod pseudonimem M. Turbov zadebiutował w socjaldemokratycznej gazecie „Arbeter tsaytung” poematem „Kapitals a korbn”, którego głównym bohaterem jest robotnik umierający przedwcześnie z głodu i wycieńczenia. W pojawiającej się w Londynie anarchistycznej publikacji „Arbeter fraynd” Józef Bowszower wydał poemat „Tsum vint”, gdzie sprzeciwiał się urbanizacji i postulował powrót do natury. We wrześniu 1892 opublikował pierwszą prozę „Kapitals karbones” mocno nawiązującą do dzieł anarchistycznego pisarza jidysz, Dawida Edelstadta. W czasie paniki roku 1893 ruch anarchistyczny stracił na popularności wobec socjalizmu. Po wznowieniu w marcu 1893 przewrotowego pisma „Fraye arbeter shtime” Józef Bowszower napisał poemat satyryczny „Oyfruf” w którym sprzeciwiał się socjalistom, określał ich jako sykofantów wykorzystujących ówczesną sytuację w kraju do kupienia głosów. Mimo to wciąż publikował w socjaldemokratycznej gazecie „Arbeter tsaytung”.
Lata 1894-1895 przyniosły zwrot w jego życiu i stylu twórczości. Wyjechał do New Haven, gdzie żył w skrajnej biedzie, pracował w sklepie odzieżowym, restauracji i roznosił gazety. W tym czasie uczestniczył w kursie literackim na Yale University, gdzie nauczył się dobrze pisać po angielsku i poznał twórczość amerykańskich pisarzy takich jak Ralph Waldo Emerson, Walt Whitman, Edgar Allan Poe i Edwin Markham. W 1896 wrócił do Nowego Jorku, utrzymywał się z doglądania gabinetu lekarskiego i mimo braku pieniędzy nie podejmował się tłumaczenia tekstów niezwiązanych z poglądami anarchistyczno-komunistycznymi. W wolnym czasie pisał w jidysz i po angielsku. Tworzył radosne liryki takie jak „Fest-lider”, „Lust-lider”, „Di meydls libe-lid”, a jednocześnie poruszał tematykę rewolucyjną, ale inspirował się już nie Edelshtadtem, ale poetami anglojęzycznymi, głównie Waltem Whitmanem. W 1896 roku w anarchistycznym periodyku „Liberty” pojawiły się dwa z jedenastu poematów  Bowszowera, napisanych po angielsku, pod pseudonimem Basil Dahl. Redaktor pisma, Benjamin Tucker był nastawiony entuzjastycznie do kariery Bowszowera i polecił go krytykom amerykańskim.  Pochwała speszyła młodego autora, który już nigdy więcej nie wydał nic w „Liberty”.
W latach 1898–1899 doświadczył załamania psychicznego, a dzieła z tego okresu („Dos lebn”, „Di fridns-polme”) były pełne rozpaczy. Napisał krytyczny artykuł o poezji „Vegn poezye”, gdzie komentował i cytował Goethego, Heinego, Miltona, Petrarcha, Whitmana, Emersona i Markhama. Przetłumaczył na jidysz „Człowieka z motyką” Edwina Markhama. Udzielał się w lewicowym magazynie Alexandra Harkavy’ego „Der neyer geyst”, w którym wydał szkic „Oys dem togbukh fun a froy” oraz pierwsze tłumaczenie dramatu Szekspira w jidysz w Stanach Zjednoczonych („Shaylok oder der koyfman fun venedig”) razem z notą biograficzną i krytyczną przedmową. Tłumaczenie wywołało poruszenie wśród inteligencji żydowskiej i dało Bowszowerowi wstęp do jidyszowego świata teatralnego (adaptacja przez Jacoba Adlera) a planował przełożyć również „Fausta” Goethego. Swój ostatni poemat „Frayhayt vanderer” opublikował w magazynie „Fraye arbeter shtime” pod koniec 1899 roku. Niedługo później zapadł na chorobę psychiczną i został hospitalizowany w szpitalu w Poughkeepsie, gdzie zmarł.
Dobra znajomość angielskiego zapewniła Bowszowerowi  popularność poza żydowskim światem. Został pośmiertnie włączony do panteonu wielkich proletariackich pisarzy jidysz, a jego twórczość rewolucyjna jest powszechnie uznawana. Do wielu jego wierszy została skomponowana muzyka, a najbardziej znana jest „Rewolucja”, napisana w 1982 roku przez Dicka Gaughana na Festiwalu Piosenki Politycznej w Berlinie Wschodnim.  